# Großsteingrab Byhusen
Das Großsteingrab Byhusen ist eine nur in Resten erhaltene megalithische Grabanlage der jungsteinzeitlichen Trichterbecherkultur bei Byhusen, einem Ortsteil von Farven im Landkreis Rotenburg (Wümme) (Niedersachsen).

## Lage
Das Grab befindet sich südöstlich von Byhusen etwa auf halber Strecke nach Farven am Rand eines Feldes. In der näheren Umgebung befinden sich mehrere Grabhügel. Bis ins 19. Jahrhundert gab es südöstlich bei Farven vier weitere Großsteingräber, von denen eines an der Grenze zu Byhusen und damit recht nahe am hiesigen Großsteingrab lag.

## Beschreibung
An der Grenze zweier Felder liegen bei einem Hochsitz und in einer Hecke auf einer Strecke von etwa 50 m mehrere Findlinge, die wohl als Reste eines Großsteingrabes anzusprechen sind. Möglicherweise handelt es sich um die Umfassungssteine eines Hünenbetts. Nach Johannes Heinrich Müller und Jacobus Reimers war es bereits in den 1890er Jahren fast völlig zerstört. Ernst Sprockhoff führte es irrtümlich als vollständig ausgegangen.